# 百々ヶ峰

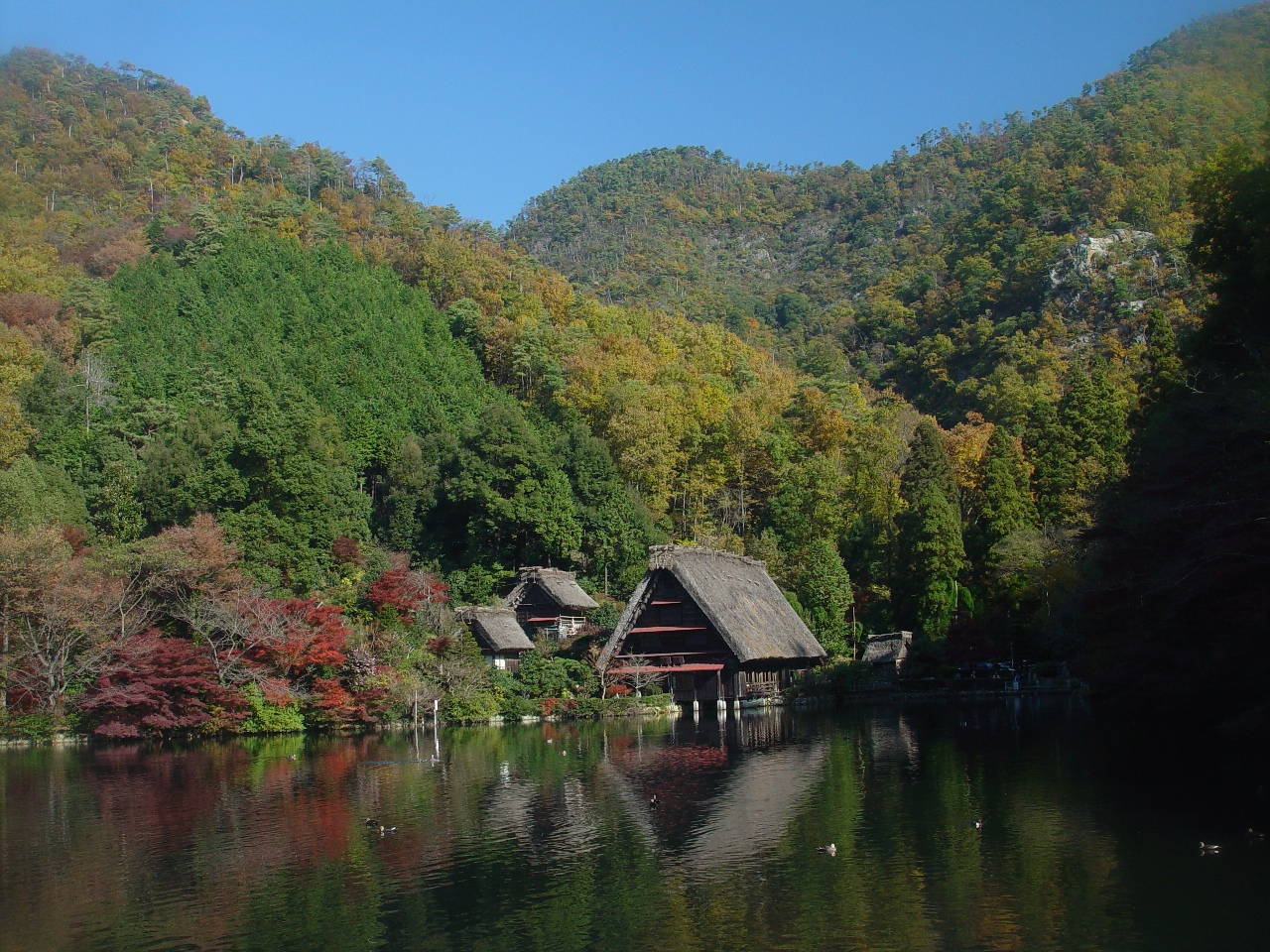
南山麓の登山口付近にある松尾池

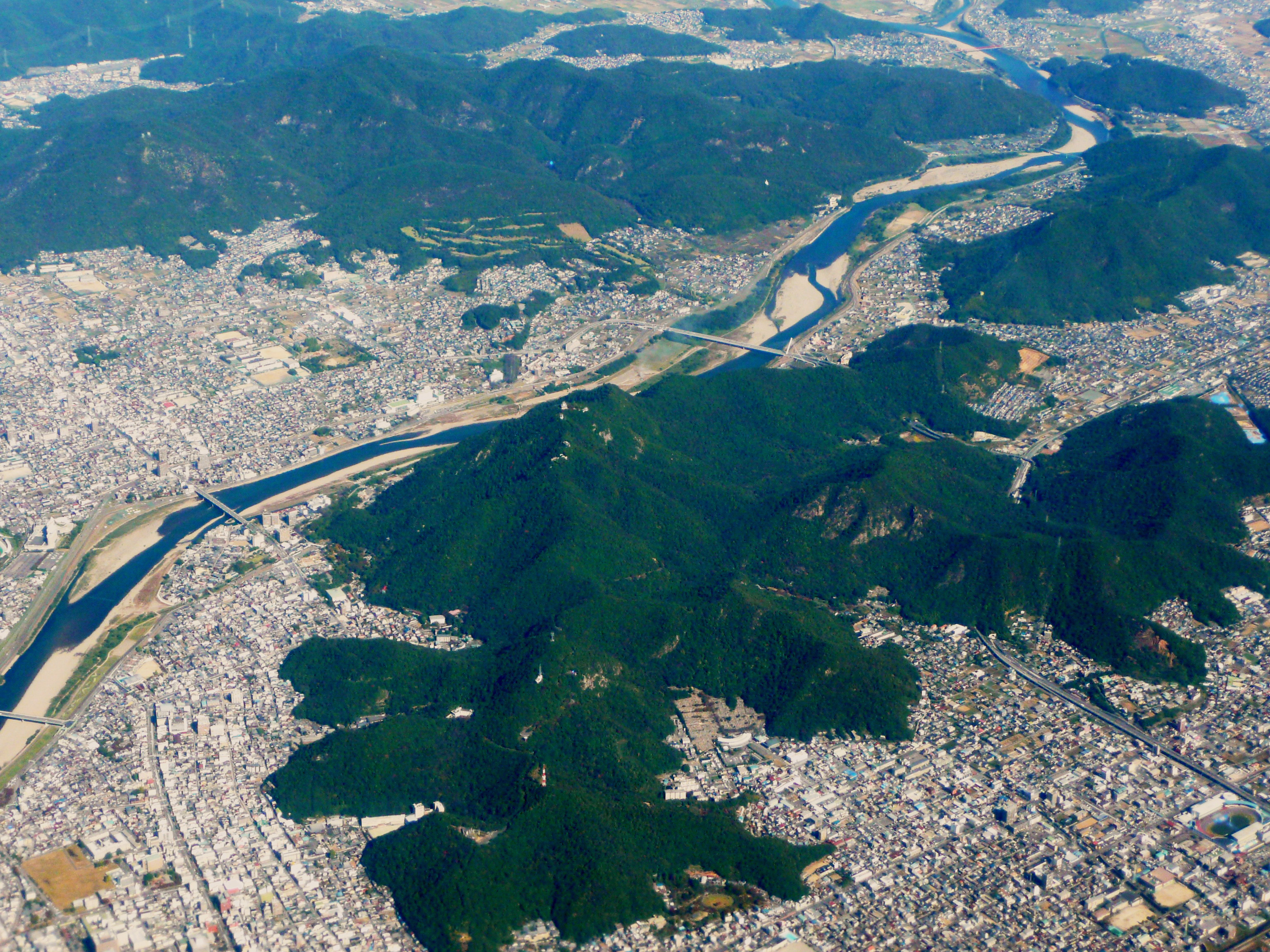
上空から望む百々ヶ峰（上）と長良川を挟んで南側にある金華山（下）

百々ヶ峰（どどがみね）は、岐阜県岐阜市にある標高417.9mの山。岐阜市内で最高峰の山である。

## 概要
長良川の北側にあり、その対岸の金華山と対峙している。北側の山腹を東海自然歩道が通り、三田洞地区から長良古津地区には「ながら川ふれあいの森」（管理区域233ha）が整備され、四季の森センターや各種広場・キャンプ場のほか、周辺には遊歩道が整備されている。
百々ヶ峰（西峰）には、戦国武将・百々綱家の居館である「真福寺城」があったとされる。「百々」と付く地名は、水が轟音を上げて流れる地、あるいは崩壊性の山肌であることを指すとの説があり、また百々ヶ峰については百々綱家との関連性も考えられるが定かではない。

## 地形図での山名表記の経緯
「地形図」に最初に山名が記された、1923年（大正12年）発行の陸地測量部編纂「二万五千分一地形図『岐阜』」において、本来の位置より約1,100m西にある標高341.0m（当時）の、それこそ“なんでもない三角点”に誤って「百々ヶ峯（百々ヶ峰）」の名が記され、東西南北のどこからも仰ぎ見られた417.9mの岐阜市最高峰は「無名」にされてしまった。翌1924年（大正13年）に「五万分一地形図『岐阜』」が発行されたが、百々ヶ峰の位置の誤りは追認され、第二次世界大戦後の国土地理院発行の地形図になっても正されないままであったため、登山者たちは無名になっていた岐阜市の最高峰を「東峰」、地形図で「百々ヶ峰」とされた三角点を「西峰」と呼んで区別をしていた。百々ヶ峰の位置の誤りがあまりに長かったために、角川書店の『角川日本地名大辞典 21 岐阜県』や平凡社の『日本歴史地名大系 岐阜県の地名』などの「地名辞典」でも最高峰を無視し、西峰を「百々ヶ峰」としていた。
しかし2003年（平成15年）に岐阜市民から「岐阜市の最高峰こそ百々ヶ峰」との声が上がり、江戸時代の古地図や『新撰美濃志』『濃陽志略』などの古文書の中に書かれた“江戸期の百々ヶ峰”が幾つも市に寄せられるに及んで、2007年（平成19年）3月に岐阜市もやっと国土地理院に「地名等の訂正申請」を行い、同年3月30日に標高417.9mの岐阜市最高峰に「百々ヶ峰」の名が戻った。陸地測量部によって名前が剥奪されてから84年ぶりのことであった。それと同時に、それまでの地形図の「百々」には「とど」と振り仮名が打たれていたが、これも「どど」に訂正され、同年4月7日に国土地理院からインターネット上に配信されている『電子国土基幹情報』（現・『地理院地図』）の地形図において公示され、次回の「紙地形図」の発行で正しい位置の図版が出されることとなった。
この山は岐阜市を流れる長良川の北に位置し、『続ぎふ百山』（岐阜新聞社発行）や、『山と溪谷』2000年（平成12年）2月号で紹介されている。もちろん地形図では無名にされていた時代であるが、417.9mの無名にされていた最高峰を「百々ヶ峰」として記述していた。なお、地元ではマイクロ波反射板（無給電中継装置）が設置されている山（「西峰」の南西約180m）を「真福寺山」と呼んでいるが、岐阜市が命名を決断できなかったため、現在も通称のままである。

## 登山道
山頂には木製の展望台が設置してあり、南側に長良川、金華山、濃尾平野を望むことができる。登山道は『金華山だより』2020年冬号 vol.35「百々ヶ峰マップ」などを参照のこと。
三田洞弘法ルート
生活環境保全林の三田洞の「ながら川ふれあいの森」の「四季の森センター」脇からの登山道は、舗装された「管理道」のほか、1970年代に整備された東海自然歩道の「岩井権現山」を経て「百々ヶ峰山頂」に至る道や、更にそれ以前からの旧来の登山道など複数ある。
松尾池ルート
松尾池から萩の滝と東海自然歩道の「白山展望地」を経て頂上に至る道と、松尾池の西を回って「百々ヶ峰南稜」の岩場を経て頂上に至る道と、これも複数ある。
松籟団地ルート
松籟団地の奥の「岡口谷」を登り詰め、ロッククライミングの「不動岩」の下を回って尾根に至る道のほか、三の谷から反射板の建つ「真福寺山」と、その北の「真福寺山三角点」（百々ヶ峰・西峰）との鞍部に出る道がある。
西山4号墳ルート
真福禅寺西の「六本松墓地」の北東の隅から「真福寺山」の南面を登る登山道。標高270m付近で2001年（平成13年）発生の山火事のため、植生が消失したり、岩が風化したりでやや登り辛いが、平野部の眺望はどの登山道よりも優れている。
西山団地（岐阜県立岐山高等学校裏）ルート
西山団地の西、コンクリートの水路の西の縁を登り、反射板の建つ「真福寺山」の西の尾根を登り、「真福寺山」から「真福寺山三角点」（百々ヶ峰・西峰）を経て、尾根筋を約1km東に進む道。
諏訪神社ルート
岩崎の諏訪神社の鳥居をくぐり、本殿に至る石段を八割ほど登った途中から右手の斜面に出て、「真福寺山」の西の尾根を辿っていくルート。途中、「西山団地ルート」に合流して「真福寺山」に至る（以後は「西山団地ルート」に同じ。但し、真福寺山の西尾根の標高300m付近で「Yの字」の左手の道を取ると、「反射板」脇を経ないで「双耳峰の真福寺山」の鞍部に至る）。

## 施設
- 白山展望台
- 長良川展望台
- マイクロ波中継施設（六本松反射板、中部電力（岐阜・関間）、西峰）

## 山火事
2001年（平成13年）4月23日、松籟団地上部付近から出火、「百々ヶ峰」西方1.1kmの「真福寺山」の南側斜面約8haを焼いた。この山火事の後、桜の植林が行なわれた。

## 校歌に歌われている学校
- 岐阜県立岐山高等学校（2番）
- 岐阜市立長良東小学校
- 岐阜市立岩野田小学校

## 周辺の山
| 山容 | 名称             | 標高 （m） | 三角点等級 基準点名 | 百々ヶ峰からの 方角と距離（km） | 備考              |
| ---- | ---------------- | ---------- | ------------------- | ------------------------------- | ----------------- |
|      | 眉山             | 231.18     | 三等 「岩崎」       | 北西 3.2                        | 続ぎふ百山        |
|      | 百々ヶ峰（西峰） | 341.40     | 四等 「下岩崎」     | 西 1.1                          | 真福寺城          |
|      | 百々ヶ峰（東峰） | 417.86     | 三等 「百々峰」     | 0                               | 岐阜市の最高峰    |
|      | 金華山           | 328.77     | 二等 「金花山」     | 南南西 3.7                      | 岐阜城 続ぎふ百山 |
|      | 池田山           | 923.72     | 二等 「池田山」     | 西 25.8                         | ぎふ百山          |
|      | 伊吹山           | 1,377.33   | 一等 「伊吹山」     | 西南西 36.1                     | 日本百名山        |